# Yo bailé con don Porfirio
Yo bailé con don Porfirio ist ein mexikanischer Film aus dem Jahr 1942. Regie für die Filmkomödie vor historischem Hintergrund führte Gilberto Martínez Solares. Das Drehbuch hatte dieser gemeinsam mit Eduardo Ugarte und Enrique Uthoff verfasst.
Der Film spielt um die Wende zum 20. Jahrhundert. Severo besucht zusammen mit seiner Familie, darunter auch seine Tochter Rosa, die Hauptstadt. Dort bereitet sich Violeta, seine Tochter, mit einer anderen Frau, die Rosa zum Verwechseln ähnlich sieht, auf ihr Theaterdebüt unter dem Regisseur Alberto vor. Am Abend vor der Premiere findet eine Feier zu Ehren des Staatspräsidenten Porfirio Díaz statt. Sowohl auf der Feier als auch im Theater verwechseln Alberto und Rodolfo Rosa und Violeta, aber am Filmende löst sich die Verwechslung zur Zufriedenheit aller wieder auf.
Der Film stammt von der Firma Clasa Films Mundiales. Am 29. Oktober 1942 hatte er seine Premiere. 1943 wurde Yo bailé con don Porfirio von Grovas vertrieben. Dort startete er am 17. September.